# Гонсалес Карвахаль, Томас Хосе
Томас Хосе Гонсалес Карвахаль (исп. Tomás José González-Carvajal; 1753, Севилья — 1834) — испанский государственный деятель и поэт.
Учился в университетах в Севилье и Мадриде, служил в испанском правительстве (министр финансов в 1813 году). Во время наполеоновского вторжения в Испанию заведовал интендантской частью в патриотической армии (1809—1811), затем вернулся к университетской карьере, но в 1815 году был отправлен в тюрьму на 5 лет. После революции 1820 года был освобождён и назначен членом Государственного совета, но в 1823 году, после восстановления абсолютизма изгнан и только через 4 года получил разрешение возвратиться. Известностью Карвахаль пользовался как автор поэтических переводов некоторых книг Библии, для работы над которыми выучил древнееврейский язык в возрасте 45 лет.